# 1237 en santé et médecine
| Années de la santé et de la médecine : 1234 - 1235 - 1236 - 1237 - 1238 - 1239 - 1240    |
| Décennies de la santé et de la médecine : 1200 - 1210 - 1220 - 1230 - 1240 - 1250 - 1260 |

Cet article présente les faits marquants de l'année 1237 en santé et médecine.

## Événements

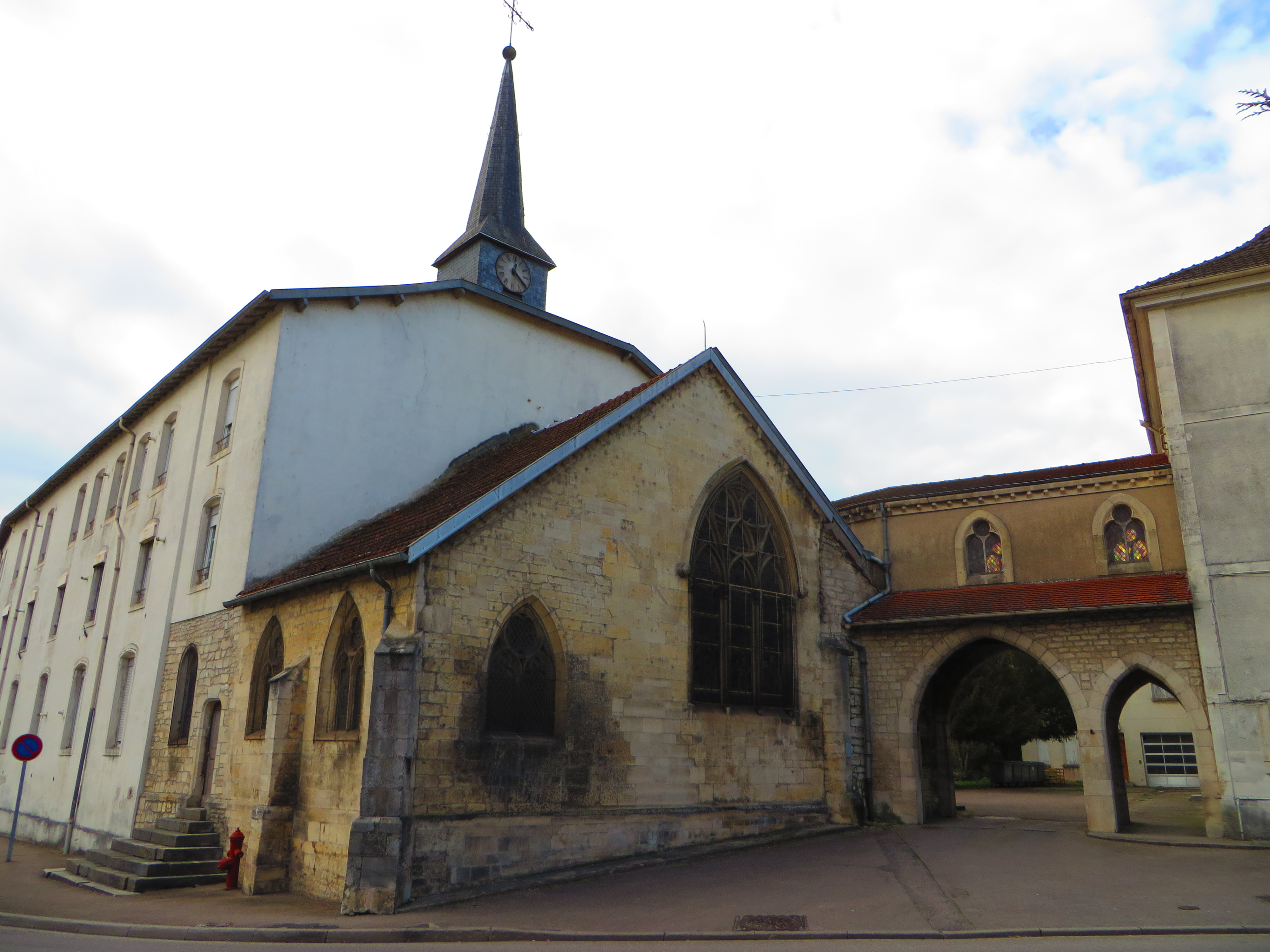
Neufchâteau
Chapelle de l'hôpital
du Saint-Esprit

- 9 février : à l'initiative de Robert, frère de l'ordre du Saint-Esprit, Mathieu II, duc de Lorraine, fonde un hôpital à Neufchâteau[1].
- 15 juin : épidémie de danse de Saint-Guy à Erfurt, en Thuringe[2].
- Jeanne de Constantinople fonde, à Lille, l'hôpital Notre-Dame, devenu hospice Comtesse[3].
- Ordonnances de l'empereur Frédéric II, qui posent les fondements de la faculté de médecine de Salerne et réglementent l'exercice de la médecine, de la chirurgie et de la pharmacie à Naples et Salerne[4].
- Fondation d'un hospice d'aliénés à Gand[5].
- Fondation d'un hôpital San Lazaro à Cacabelos, dans le León en Espagne[6].
- L'ancienne maison-Dieu de Troissy, fondée en 1209 et érigée en abbaye de l'Amour-Dieu en 1232, est confiée par le pape Grégoire IX aux moniales cisterciennes[7].
- Première mention à Bonneville, en Normandie, d'une léproserie qui sera encore attestée dans un pouillé de 1738[8].
- La léproserie de La Chaumette est attestée à Saint-Leu, dans la vallée de Montmorency, par un legs de Bouchard VI, seigneur du lieu[9].

## Publication
- Le médecin Chen Ziming achève la rédaction du premier traité chinois d'obstétrique et de gynécologie, le Fu Ren Da Quan Liang Fang (« Recueil complet des prescriptions utiles aux femmes[10] »).